# Jeffrey Fortes
Jeffrey Fortes (Rotterdam, 22 marzo 1989) è un calciatore capoverdiano con cittadinanza olandese, difensore svincolato.

## Carriera

### Club
Ha esordito nel professionismo con il Dordrecht, con cui gioca 60 partite in seconda serie e al termine della stagione 2013-2014 ottiene la promozione in Eredivisie. Esordisce in massima serie il 9 agosto 2014, giocando da titolare la prima partita di campionato vinta per 2-1 in casa dell'Heerenveen.

### Nazionale
Ha esordito in nazionale il 13 giugno 2015 contro São Tomé e Príncipe in una gara valida per le qualificazioni alla Coppa delle Nazioni Africane 2017. Ha partecipato alla Coppa d'Africa del 2015 ed a quella del 2021.

## Statistiche

### Cronologia presenze e reti in nazionale
| Cronologia completa delle presenze e delle reti in nazionale ― Capo Verde | Cronologia completa delle presenze e delle reti in nazionale ― Capo Verde | Cronologia completa delle presenze e delle reti in nazionale ― Capo Verde | Cronologia completa delle presenze e delle reti in nazionale ― Capo Verde | Cronologia completa delle presenze e delle reti in nazionale ― Capo Verde | Cronologia completa delle presenze e delle reti in nazionale ― Capo Verde | Cronologia completa delle presenze e delle reti in nazionale ― Capo Verde | Cronologia completa delle presenze e delle reti in nazionale ― Capo Verde |
| Data                                                                      | Città                                                                     | In casa                                                                   | Risultato                                                                 | Ospiti                                                                    | Competizione                                                              | Reti                                                                      | Note                                                                      |
| ------------------------------------------------------------------------- | ------------------------------------------------------------------------- | ------------------------------------------------------------------------- | ------------------------------------------------------------------------- | ------------------------------------------------------------------------- | ------------------------------------------------------------------------- | ------------------------------------------------------------------------- | ------------------------------------------------------------------------- |
| 9-1-2022                                                                  | Yaoundé                                                                   | Etiopia                                                                   | 0 – 1                                                                     | Capo Verde                                                                | Coppa d'Africa 2021 - 1º turno                                            | -                                                                         |                                                                           |
| 13-1-2022                                                                 | Yaoundé                                                                   | Capo Verde                                                                | 0 – 1                                                                     | Burkina Faso                                                              | Coppa d'Africa 2021 - 1º turno                                            | -                                                                         | 82’                                                                       |
| Totale                                                                    |                                                                           | Presenze                                                                  | 2                                                                         |                                                                           | Reti                                                                      | 0                                                                         |                                                                           |